# Hiponeuston
Hiponeuston – zespół organizmów związany ze spodnią stroną błonki powierzchniowej wody, część neustonu – organizmów zasiedlających błonkę powierzchniową.
Organizmy hiponeustonowe zwykle przyczepione są do dolnej powierzchni błonki powierzchniowej. Przystosowane są do trudnych warunków tam panujących, czyli dużej różnicy temperatur na granicy wody i powietrza, dużej ilości tlenu i substancji organicznych.
Mieszkańcami hiponeustonu są między innymi bakterie tworzące bakterioneuston (np. Nevskia ramosa – wyizolowana jedynie z błonki powierzchniowej, Lampropedia hyalina), okrzemki (Navicula sp.), korzenionóżki (Arcella sp.), pierwotniaki, ślimaki, pluskwiaki (Notonecta maculata), chrząszcze (Gyrinidae, Hydrophilidae, Dytiscidae, Haliplidae), larwy muchówek (Stratiomycidae, Tipulidae, Culicidae), a także larwy niektórych gatunków ryb np. płoci podwieszone na cienkich niciach.